# 284

## Události
- 17. listopadu – Diocletianus se stal císařem Římské říše

## Hlavy států
- Papež – Caius (283–296)
- Římská říše – Carinus (283–285) + Numerianus (283–284) + Diocletianus (284–305)
- Perská říše – Bahrám II. (276–293)
- Kušánská říše – Vásudéva II. (270–300)